# Ioan Silviu Suciu
Ioan Silviu Suciu (24 novembre 1977) è un ex ginnasta rumeno.

## Palmarès

### Olimpiadi
- 1 medaglia:
  - 1 bronzo (Atene 2004 a squadre)

### Mondiali
- 1 medaglia:
  - 1 argento (Melbourne 2005 nel cavallo con maniglie)

### Europei
- 6 medaglie:
  - 4 ori (Brema 2000 nel volteggio; Patrasso 2002 a squadre; Lubiana 2004 nel cavallo con maniglie; Lubiana 2004 a squadre)
  - 2 argenti (Brema 2000 a squadre; Patrasso 2002 nel cavallo con maniglie)